# كينغو أوهكوتشي
كينغو أوهكوتشي (باليابانية:大口兼悟 ، من مواليد 9 نوفمبر 1981) هو ممثل ياباني سابق ولد في محافظة كاجوشيما. يبلغ طوله 180 سم ويزن 62 كجم. وهو متخصص في شورينجي كيمبو.

## الأعمال

### المسلسلات
- "Dokushinsan!!" (独身3!!؟) (2003 ANB)
- "Kindan no rakuen" (禁断の楽園؟) (2003 CX)
- Kamen Rider 555 (2003)
- Umizaru (2005 CX)
- Engine (2005 CX)
- Mito Kōmon (2005 TBS) (Part 34 Episode 15)
- "Koinokarasawagi dorama supesharu Ⅲ nidai ni nose rareta on'na" (恋のから騒ぎドラマスペシャルⅢ・荷台に乗せられた女؟) (2006 NTV)
- "Dansō no reijin ~ kawashima yoshiko no shōgai ~" (男装の麗人～川島芳子の生涯～؟) (2008 EX)
- "Men ☆ doru 〜 ikemen'aidoru 〜" (メン☆ドル 〜イケメンアイドル〜؟) (2008 TX)
- Here Is Greenwood (2008 MX)
- "Koko wa gurīn uddo ~ seishun dansei ryō nisshi ~" (ここはグリーン・ウッド～青春男性寮日誌～؟) (2008 MX)
- Smile (2009 TBS)
- "Matsumoto seichō seitan 100 nenkinen sakuhin dorama 'ekiro' " (松本清張生誕100年記念作品ドラマ「駅路」؟) (2009 CX)
- Parenting Play (子育てプレイ Kosodate purei؟) (子育てプレイ، Kosodate purei؟) (2009 MBS)
- Ressha Sentai ToQger (2014)

### الأفلام
- "Bakko yōkai-den kibakichi" (跋扈妖怪伝　牙吉؟) (2004)
- "Sarutobisasuke yami no gundan" (猿飛佐助　闇の軍団؟) (2004)
- Umizaru (2004), Gunji Kensuke
- AOGRA (2006), Takashiro Shingo
- Sakugoe (2007), Yasuda

### المسرح
- The Prince of Tennis Musical: More Than Limit St. Rudolph Gakuen - Kunimitsu Tezuka (2004)
- Rock Musical BLEACH series (as Sōsuke Aizen)
  - Rock Musical BLEACH (August 2005)
  - Rock Musical BLEACH Saien (January 2006)
  - Rock Musical BLEACH The Dark of the Bleeding Moon (August 2006)
  - Rock Musical BLEACH Live Bankai Show Code 001 (January 2007)
  - Rock Musical BLEACH No Clouds in the Blue Heaven (March - April 2007)
  - Rock Musical BLEACH Live Bankai Show Code 002 (2008)

## الإعلانات
- CASIO　携帯電話

## وصلات خارجية
- كينغو أوهكوتشي على موقع IMDb (الإنجليزية)
- كينغو أوهكوتشي على موقع ميوزك برينز (الإنجليزية)
- كينغو أوهكوتشي على موقع قاعدة بيانات الفيلم (الإنجليزية)

- Kengo Ohkuchi official website
- TFL.org Approved Fanlisting
- Official Blog